# Olsbrücken
Olsbrücken è un comune di 1.138 abitanti della Renania-Palatinato, in Germania, nella valle della Lauter.
Appartiene al circondario (Landkreis) di Kaiserslautern (targa KL) ed è parte della comunità amministrativa (Verbandsgemeinde) di Otterbach-Otterberg.